# بيفرلي ريد أوكونيل
بيفرلي ريد أوكونيل (بالإنجليزية: Beverly Reid O'Connell)‏ هي قاضية ومحامية أمريكية، ولدت في 12 مايو 1965 في فينتورا في الولايات المتحدة، وتوفيت في 8 أكتوبر 2017 بسبب أم الدم داخل القحف.